# 고부 민란
고부 민란은 1894년 전라도 고부지역에서 발생한 민란으로 동학 농민 혁명의 시작점이 되는 사건이다. 고부 군수로 부임해 온 조병갑이 온갖 학정을 저지르자 동학의 접주였던 전봉준이 이에 반발하여 민란을 일으켰고 이후 그 세가 확대되면서 동학 농민 혁명으로 발전하게 되었다.

## 배경

### 학정
조선 말 지방 행정은 삼정의 문란을 비롯한 학정이 일반적으로 행해졌고 이 때문에 1862년의 진주 민란과 같은 농민 봉기가 끊이지 않았다.
1892년 새로 고부군수로 부임한 조병갑은 이듬해인 1893년 고부읍 근처를 흐르는 동진강 상류에 있던 저수지인 만석보의 신축을 시작하였다. 만석보는 당시 아무런 문제 없이 사용되고 있었으나 조병갑은 저수지의 신축을 빌미로 지역 농민들을 수탈하고자 한 것이다. 신축된 만석보의 물을 사용하는 댓가로 수세를 거두었는데 논 한 마지기당 소출이 좋은 상답은 2 말 씩, 소출이 좋지 않은 하답은 1 말씩 책정하였다. 이는 당시 농업 생산량을 생각할 때 과도한 수탈이었다. 이에 더해 주민들에게 불효자, 음행자 등의 죄목을 자의적으로 씌워 2만여 냥을 착복하였고, 이후 공덕비를 세운다며 다시 수탈하는 등 조병갑은 전형적인 탐관오리의 모습을 보였다.

### 동학
최제우를 시조로 하는 동학은 자신들의 사상을 서학에 대비되는 개념으로 내세우며 동시에 조선의 지배 이데올로기였던 성리학 역시 그 운이 다하였다고 주장하여 조선 당국으로부터 사문난적의 평가를 받아 탄압받고 있었지만 19세기 후반 지방에서 학정과 수탈이 여전한 가운데 열강과 불평등한 조약으로 무역 구조에서 마저 약탈적인 피해를 입게 되자 사람들 속으로 빠르게 전파되어 1880년대에 들어 충청도를 중심으로 한 북접과 전라도를 중심으로 한 남접을 세우는 등 조직 정비가 이루어져 있었다.:479
동학은 최소 단위 조직을 접(接)으로 그 위 단위를 포(包)로 나누어 조직을 꾸렸다. 전봉준은 고부의 접주였다. 고부에서 조병갑의 학정이 계속되자 전봉준은 사발통문을 돌려 봉기를 결의하고 1894년 2월 동학 교도를 중심으로 한 1천 명이 합세하여 고부 관아를 공격하였다.:480

## 전개
사발통문은 둥근 그릇을 종이 위에 엎고 그 주위를 따라 이름을 써서 일이 잘못되었을 경우 주모자가 누구인지 알 수 없도록 하는 격문이다. 이러한 형식의 사발통문은 이미 여러 차례 민란에서 사용되어 왔다. 1893년 11월에 작성된 고부의 사발 통문은 고부 관아 점령과 이후의 처리 및 조정에 대한 요구 사항을 담고 있다.
매일 멸망할 것이라고 노래하던 민중들은 곳곳에 모여서 말하되 “났네, 났어. 난리가 났어”, “에이 참 잘 되었지. 그냥 이대로 지내서야 백성이 한 사람이나 어디 남아 있겠나” 하며 기일이 오기만 기다리더라. — 고부 사발통문

1894년 음력 1월 10일(양력 2월 15일) 전봉준을 중심으로 한 농민들은 고부 관아를 점령하였다. 이들은 조병갑을 죽이고자 하였으나 조병갑이 탈출하여 실패하였고 고부 관아를 점령한 채 자신들의 요구사항을 중앙정부에 전달하였다. 고부 민란은 고부 관아 점령 뒤 절정을 맞아 음력 1월 14일 모인 인파는 1만여 명에 달했다.
중앙정부는 민란에 경악하여 일단 농민들을 달래고자 안핵사를 파견하기로 하였다. 그러나 안핵사로 파견된 이용태는 민심을 회유하라는 본연의 임무보다 주모자 체포와 진압에 무게를 두었으며 농민들의 요구는 들어주지 않아 오히려 반발을 일으켰다.
봉기에 나섰던 농민들도 조병갑이 파면되자 일상으로 돌아가고자 하는 온건파와 요구를 관철시키고자 하는 강경파로 나뉘었다. 강경파는 대부분 동학 교도로 전봉준은 이웃 고을들과 연계하여 자신들의 요구를 관철하고자 하였다. 이에 동학 교도들은 3월 13일 고부 관아에서 해산하여 무장으로 이동한 뒤 새로운 봉기를 준비하였다.

## 영향
고부 민란은 3월 13일 해산으로 일단락되었지만 이후 무장기포로 이어지며 동학 농민 혁명의 시발점이 되었다. 전봉준은 전라도의 동학 조직을 납접으로 독립하여 독자적인 움직임을 시작하였고 이후 전주성 함락까지 계속적인 봉기를 지휘하게 된다.

## 같이 보기
- 동학 농민 혁명
- 전봉준